# Mornans
Mornans este o comună în departamentul Drôme din sud-estul Franței. În 2009 avea o populație de 65 de locuitori.

## Evoluția populației
| An        | 1975 | 1982 | 1990 | 1999 | 2006 | 2009 |
| --------- | ---- | ---- | ---- | ---- | ---- | ---- |
| Populație | 62   | 78   | 68   | 53   | 71   | 65   |